# Comuna de Łęka Opatowska
Łęka Opatowska (polaco: Gmina Łęka Opatowska) é uma gminy (comuna) na Polónia, na voivodia de Grande Polónia e no condado de Kępiński. A sede do condado é a cidade de Łęka Opatowska.
De acordo com os censos de 2004, a comuna tem 5143 habitantes, com uma densidade 66,3 hab/km².

## Área
Estende-se por uma área de 77,54 km², incluindo:
- área agricola: 68%
- área florestal: 25%

## Demografia
Dados de 30 de Junho 2004:
|                      | Total   | Total | Mulheres | Mulheres | Homens  | Homens |
| -------------------- | ------- | ----- | -------- | -------- | ------- | ------ |
|                      | pessoas | %     | pessoas  | %        | pessoas | %      |
| População            | 5143    | 100   | 2551     | 49,6     | 2592    | 50,4   |
| Densidade (pop./km²) | 66,3    | 100   | 32,9     | 32,9     | 33,4    | 33,4   |

De acordo com dados de 2002, o rendimento médio per capita ascendia a 1334,77 zł.

## Subdivisões
- Biadaszki, Kuźnica Słupska, Lipie, Łęka Opatowska, Marianka Siemieńska, Opatów, Piaski, Raków, Siemianice, Szalonka, Trzebień, Zmyślona Słupska

## Comunas vizinhas
- Baranów, Bolesławiec, Byczyna, Trzcinica, Wieruszów